# Klavdia (Sängerin)
Klavdia Papadopoulou (griechisch Κλαυδία Παπαδοπούλου; * 18. August 2002 in Aspropyrgos), bekannt als Klavdia, ist eine griechische Sängerin pontischer Herkunft. Sie vertrat Griechenland beim Eurovision Song Contest 2025 in Basel.

## Biographie
Erste Bekanntheit in Griechenland erreichte Papadopoulou 2018, als sie bei The Voice of Greece den vierten Platz belegte. Kurz nach der Teilnahme an der Castingshow unterschrieb sie beim Label Panik Records einen Plattenvertrag. Ihre erste Single Haramanta wurde von IFPI Griechenland mit zweifach Platin ausgezeichnet. 2024 erschien ihre erste EP unter dem Namen Klavdia.
Am 10. Januar 2025 wurde bekannt, dass Klavdia am Ethnikos Telikos 2025, dem griechischen Vorentscheid zum Eurovision Song Contest 2025, teilnehmen werde. Beim Finale des Vorentscheids am 30. Januar 2025 setzte sich Klavdia mit ihrer Ballade Asteromata knapp mit zwei Punkten Vorsprung gegenüber Evangelia durch. Hier wurde sie dem 2. Halbfinale am 15. Mai mit der Reihenfolge Nummer 7 zugeordnet. Dort konnte sie sich erfolgreich zum Finale am 17. Mai qualifizieren. Hier erreichte sie den 6. Platz mit 231 Punkten.

## Diskografie

### Alben
- 2025: Asteromata

### EPs
- 2024: Klavdia

### Singles
- 2022: Lonely Heart
- 2022: Edo gyrnao
- 2023: Haramata
- 2023: Holy Water
- 2024: Vasanizomai
- 2024: Movin’ Too Fast (with Playmen)
- 2024: Nyxta mou megali (mit Oge & Arcade)
- 2025: Asteromata

### Als Gastmusikerin
- 2021: Se alli agkalia (Menak wla meni) (Natasha Kay feat. Klavdia)
- 2023: Fire in the Sky (Valeron feat. Klavdia)
- 2024: Touch Me (Playmen & Valeron feat. Klavdia)

### Weitere Lieder
- 2025: Sintrimmia (mit Oge & Sin Laurent feat. Arcade & Beyond)